# بخش شوگرکریک (شهرستان گرین، اوهایو)
بخش شوگرکریک (به انگلیسی: Sugarcreek Township) یک منطقهٔ مسکونی در ایالات متحده آمریکا است که در شهرستان گرین، اوهایو واقع شده‌است.
 بخش شوگرکریک ۶۸٫۹ کیلومتر مربع مساحت و ۸٬۰۴۱ نفر جمعیت دارد و ۲۴۶ متر بالاتر از سطح دریا واقع شده‌است.